# Вулиця Гоголя (Бровари)
Вулиця Гоголя — вулиця в місті Броварах, Київська область. Пролягає від вулиці Київської до вулиці Переяславський шлях. Прилучається вулиця Василя Кириченка, перетинають вулиці Шолом-Алейхема та Ярослава Мудрого. Названа на честь письменника Миколи Гоголя.